# Porroglossum aureum
Porroglossum aureum är en orkidéart som beskrevs av Carlyle August Luer. Porroglossum aureum ingår i släktet Porroglossum och familjen orkidéer. Inga underarter finns listade i Catalogue of Life.